# ويليام غريفز
ويليام غريفز (بالإنجليزية: William Greaves)‏ (1830 - 6 أكتوبر 1869 في أستراليا) هو لاعب كريكت أسترالي. لعب مع فريق فكتوريا للكريكت.

## وصلات خارجية
- ويليام غريفز على موقع إي آس بي آن كريك إنفو (الإنجليزية)